# Dieter Kurrat
Dieter „Hoppy“ Kurrat (* 15. Mai 1942 in Dortmund; † 27. Oktober 2017 in Holzwickede) war ein deutscher Fußballspieler und -trainer.

## Leben
Kurrats Vater betrieb in der Dortmunder Nordstadt in der Nähe des Borsigplatzes eine kleine Spedition. Sein Sohn erlernte vor seiner Profikarriere den Beruf des Drahtziehers bei der Hoesch AG. Während der ersten Jahre seiner Fußballerkarriere arbeitete er bei der Dortmunder Hansa-Brauerei. 1959/60 arbeitete er in der Zurichterei I der Hoesch AG, Dortmund, Stahlwerkstraße.

## Karriere
Kurrat begann das Fußballspielen in der Jugendabteilung des FC Merkur 07 Dortmund, wo sich schnell sein Talent zeigte. Nachdem der Trainer von Borussia Dortmund, Max Merkel, auf den 15-jährigen B-Junior aufmerksam geworden war, ging Kurrat zum BVB. Als A-Jugendlicher wurde Kurrat 1960 zu sechs Spielen in die Jugendnationalmannschaft des DFB berufen und nahm auch neben Mitspielern wie Karl-Heinz Bente, Werner Ipta, Kurt Haseneder, Gerhard Elfert und Stefan Reisch am UEFA-Juniorenturnier in Österreich teil. Er wechselte mit 18 Jahren zu den Profis, nachdem seine Mutter den Profivertrag unterschrieben hatte. Das Nachwuchstalent debütierte am 9. Oktober 1960 beim Auswärtsspiel gegen Hamborn 07 (1:1) in der damals erstklassigen Fußball-Oberliga West. Als rechter Läufer bildete er zusammen mit Alfred Kelbassa und Helmut Bracht im damals gespielten WM-System die Läuferreihe des BVB. Dortmund erreichte 1960/61 die Vizemeisterschaft und Kurrat hatte in 15 Ligaeinsätzen zwei Tore erzielt. In der Gruppenphase in der Endrunde um die deutsche Fußballmeisterschaft spielten sich die Westfalen in das Finale. Bei der 0:3-Niederlage gegen den 1. FC Nürnberg kam Kurrat wiederum als rechter Außenläufer zum Einsatz.
Kurrat spielte von 1956 bis 1974 durchgehend bei Borussia Dortmund und wurde im Mittelfeld und in der Abwehr eingesetzt. Er spielte 612-mal für die Borussia, davon 247 Erstligaspiele, und erzielte dort neun Tore. In der deutschen Fußballnationalmannschaft kam er am 25. Juni 1965 auf einen Einsatz in der U-23 Juniorenauswahl des DFB. Er wurde auch sechsmal in der DFB-Jugendauswahl eingesetzt.
Populär war er in Dortmund sowohl wegen seines großen Kämpferherzens als auch wegen seiner geringen Körpergröße: Mit 1,62 m ist er der bisher kleinste Spieler der Bundesligageschichte. Bundestrainer Helmut Schön soll über ihn gesagt haben, wenn er einen Kopf größer wäre, hätte er einen Stammplatz in der Nationalelf erreichen können.
Bei allen großen Erfolgen des BVB von 1960 bis 1966 war Kurrat als Stammspieler dabei. 1963 schoss er im Finale um die deutsche Meisterschaft gegen den 1. FC Köln das 1:0. Zwischen 1971 und 1974 war Kurrat auch der Mannschaftskapitän. Gut dotierte Profiverträge bei Hertha BSC und Atalanta Bergamo lehnte Kurrat aus Vereinstreue ab.
Als die Borussia 1972 abstieg, war „Hoppy“ der letzte für Borussia aktive Europapokalsieger. 1974 übernahm er auch kurzfristig die Borussia als Trainer und wechselte nach der Saison als Spielertrainer zur SV Holzwickede, mit der er 1976 deutscher Amateurmeister wurde. Er trainierte Holzwickede zwischen März 1973 und Juni 1978 und noch einmal zwischen November 1982 und März 1984.
Kurrat bekam als erster BVB-Aktiver ein Abschiedsspiel im Westfalenstadion. Im Juli 1974 trat der BVB gegen eine Auswahl von Bundesligaspielern an. Noch lange behaupteten Kurrat und Kenner der Szene, dass diese Veranstaltung mindestens 20.000 Zuschauer verfolgten. In der Abrechnung steht jedoch zu lesen, dass nur 12.000 Besucher das Spiel besucht haben sollen. Deshalb erhielt Kurrat lediglich 40.000 Mark, obwohl er nur wenige Monate zuvor wegen der verheerenden finanziellen Lage des Vereins auf 25.000 Mark Treueprämie verzichtet hatte.

## Nach der Karriere
Bis zum Jahr 2012 betrieb Hoppy Kurrat eine Gaststätte („Hoppys Treff“) in Holzwickede. Ferner gehörte er bis zu seinem Tod dem Ältestenrat von Borussia Dortmund an.

## Privates
„Hoppy“ Kurrat war verheiratet und hatte zwei Kinder. Sein jüngerer Bruder Hans-Jürgen war ebenfalls als Fußballer für die Borussia aktiv und absolvierte 1963/64 ein Bundesligaspiel und eines im Europapokal der Landesmeister.
Kurrat starb am 27. Oktober 2017 nach langer Krankheit.

### Spitzname „Hoppy“
Als Junge spielte Dieter Kurrat mit seinen Freunden auf der Straße oft Cowboy. Zu der Zeit gab es den vom Schauspieler William Lawrence Boyd dargestellten Westernhelden Hopalong Cassidy, der mit seinen beiden Revolvern unglaublich schnell umgehen konnte, so schnell, wie Kurrat mit dem Ball. Hopalong wurde in den Filmen kurz „Hoppy“ genannt – so kam Kurrat zu seinem Spitznamen.

## Sportliche Erfolge
- Deutscher Meister 1963 mit Borussia Dortmund
- Europapokal der Pokalsieger 1966 mit Borussia Dortmund
- Deutscher Pokalsieger 1965 mit Borussia Dortmund
- Deutscher Vizemeister 1961 und 1966 mit Borussia Dortmund
- Deutsche Amateurmeisterschaft 1976 mit SV Holzwickede (als Spielertrainer)